# 圖奇內 (蘇梅區)
50°57′13″N 34°12′50″E / 50.95361°N 34.21389°E
圖奇內（烏克蘭語：Тучне）是位於烏克蘭東北部的村莊，由蘇梅州蘇梅區的米科萊夫卡鎮級市鎮負責管轄。該村處於維爾河源頭，距離烏里揚尼夫卡3公里，海拔高度168米，2001年人口674。